# Веље (Опочки рејон)
Веље (рус. Велье) слатководно је језеро глацијалног порекла смештено на крајњем југу Опочког рејона, на југозападу Псковске области у Русији. Језеро се налази у басену реке Великаје, односно у басену Балтичког мора.
Акваторија језера обухвата површину од око 5,0 км² (498 хектара). На језеру се налази и 5 мањих острва укупне површине од свега 2 хектара. Максимална дубина језера је до 17,8 метара, односно просечна од око 8,1 метара, те је језеро Веље једно од најдубљих у области. Ка језеру се одводњава подручје површине од око 30 км². Површина језера лежи на надморској висини од 117 метара.
На обали језера леже села Заноги и Полеј.